# 18991 Tonivanov
18991 Tonivanov este un asteroid din centura principală de asteroizi.

## Descriere
18991 Tonivanov este un asteroid din centura principală de asteroizi. A fost descoperit pe 1 septembrie 2000 la Socorro, New Mexico, în cadrul proiectului LINEAR. Asteroidul prezintă o orbită caracterizată de o semiaxă mare de 2,28 ua, o excentricitate de 0,07 și o înclinație de 5,0° în raport cu ecliptica.